# Полторацкий, Владимир Алексеевич
Влади́мир Алексе́евич Полтора́цкий (1828—1889) — русский генерал и мемуарист из рода Полторацких, участник Кавказских и Туркестанских походов и русско-турецкой войны 1877—1878 гг.

## Биография
Сын тверского губернского предводителя дворянства А. М. Полторацкого, внук Марка Полторацкого, брат Петра Полторацкого, двоюродный брат Анны Керн. Мать Варвара Дмитриевна была родной сестрой графа Павла Дмитриевича Киселёва.
Отданный, десяти лет, в Пажеский корпус, Полторацкий, по окончании его курса в 1846 году был произведён в первый офицерский чин и выпущен в 79-й Куринский (тогда Егерский генерал-адъютанта князя M. С. Воронцова) пехотный полк, стоявший на Кавказе. 10 декабря того же года Полторацкий прибыл к месту служения, а через пять дней ему уже пришлось участвовать в деле с горцами и командовать цепью. В начале 1847 года, Полторацкий за храбрость, оказанную при истреблении аула Дубы, был произведён в подпоручики; вообще же за время своей службы на Кавказе (1846—1854) он получил, исключительно за боевые отличия, все чины до майора включительно и ордена св. Анны 4-й степени с надписью «за храбрость», св. Анны 3-й степени с бантом, золотую шашку с надписью «за храбрость» (за дела 7 и 8 февраля 1851 г.) и 15 апреля 1855 г. орден св. Георгия 4-й степени за № 9590:
В воздаяние за отличие, оказанное в сражении с турками 4 Июня 1854 года, на р. Чолоке, где, командуя 7-й ротой Куринского егерского генерал-адъютанта князя Воронцова полка, при штурме укрепленного неприятельского лагеря, под сильнейшим картечным огнём неприятеля, во главе своей роты, первый ворвался на батарею и переколов прислугу овладел орудием.
Последний орден был им получен в кампанию 1853—1855 годов за бой при Чолоке 4 июня 1854 года, когда Полторацкий, под которым была убита лошадь, уже раненый навылет пулей в ногу, первым взобрался на неприятельскую батарею и взял с бою два орудия, а затем, с своей ротой, бросился на другую батарею, был ранен пулей в живот, но не остановился до тех пор, пока в третий раз не был ранен в левую руку. Окончательно обессилев, он был отнесен своими солдатами на перевязочный пункт. Из его роты, в строю осталось лишь 12 человек. Вскоре после этого, в 1855 году, в Петербурге, он женился на Софии Дмитриевне Левшиной и хотел было вернуться на Кавказ, так как тогдашний главнокомандующий князь Барятинский предлагал ему при себе должность адъютанта, но по желанию жены остался в Санкт-Петербурге, а затем, в 1862 году, вышел в отставку и занял должность Новоторжского предводителя дворянства, которую и исполнял в течение двух трёхлетий и здесь принял весьма деятельное участие по введению новых судебных установлений.
В 1869 году Полторацкий снова поступил в военную службу и был назначен состоять в распоряжении Туркестанского генерал-губернатора К. П. фон Кауфмана. За время службы в Туркестане Полторацкий принимал участие во взятии Шахрисябза и в Хивинском походе 1873 года и получил за боевые отличия чины подполковника (1870) и полковника (1873), а также ордена св. Анны 2-й степени и св. Станислава 2-й степени с мечами.
По возвращении Полторацкого из Туркестана в 1874 году, ему было поручено формирование Крымского эскадрона, впоследствии преобразованного в дивизион. В 1877 году он был назначен командиром Чугуевского уланского полка, с которым и сделал Турецкую кампанию 1877—1878 гг. Находясь в Дунайской армии, он принимал участие во многих сражениях, за что и получил ордена св. Владимира 4-й и 3-й степени с мечами и бантом.
По заключении мира, Полторацкий был назначен состоять в распоряжении наместника Кавказского великого князя Михаила Николаевича и таким образом снова вернулся на Кавказ, но прослужил здесь недолго. В 1882 году произведённый в генерал-майоры, он вскоре, ввиду крайнего расстройства своего здоровья, вышел в отставку.
В течение своей боевой службы Полторацкий участвовал не менее 200 раз в делах против горцев и турок. Последние годы своей жизни Полторацкий сильно страдал от полученных им при Чолоке ран, которые часто открывались. Он скончался 16 августа 1889 г. Тело его отвезено в Бахчисарай и там погребено в Успенском монастыре.

## Семья
Жена - Софья Дмитриевна Левшина (1832-).

## Воспоминания
Начиная со времени выпускных экзаменов в Пажеском корпусе и до последних дней своей жизни Полторацкий вел дневник, составивший 27 больших томов. Отрывки из него были напечатаны в «Историческом вестнике» за 1893 год, №№ 1—10. 
Эти записи использовал Лев Толстой при работе над повестью «Хаджи-Мурат», где Полторацкий выведен как одно из действующих лиц.